# Shakespeare's Globe
Shakespeare's Globe es una reconstrucción de The Globe, un teatro isabelino para el que William Shakespeare escribió sus obras. Se ubica en Southwark, en la orilla sur del río Támesis, en Londres, capital del Reino Unido. El teatro original fue construido en 1599, destruido por el fuego en 1613, reconstruido en 1614 y demolido en 1644. El moderno Globe Theatre es una aproximación académica basada en evidencias disponibles de edificios de 1599 y 1614. Se considera bastante realista, aunque los requisitos de seguridad contemporáneos han supuesto que solo tenga capacidad para 1400 espectadores en comparación con los 3000 del teatro original.
Shakespeare's Globe fue fundado por el actor y director Sam Wanamaker, construido a unos 230 metros de la ubicación del teatro original y abierto al público en 1997, con una representación de la obra Enrique V. El complejo también incluye la Sam Wanamaker Playhouse, un teatro cubierto que abrió en enero de 2014. Los Sackler Studios, un complejo de estudios educativos y de ensayos, se encuentra a la vuelta de la esquina del sitio principal.